# Іоанн Маґнус
Іоа́нн Ма́ґнус (лат. Johannes Magnus) або Ю́хан Мо́нссон (швед. Johan Månsson; 19 березня 1488 — 22 березня 1544) — шведський католицький священнослужитель, освітній та науковий діяч епохи Відродження і Реформації. Архієпископ Уппсальський і примас Швеції (1523—1531). Теолог, історик, дослідник генеалогії. Народився у південношведському місті Лінчепінг. 1523 року призначений Густавом I Вазою на уппсальську кафедру без папського благословення. Згодом виступив проти реформаторської політики короля, а також лютеранських проповідників Олафа та Ларс Петерсонів. 1526 року відправлений шведським послом до Василя ІІІ, великого князя Московського. До Швеції повернутися не зміг — 1531 року Густав І Ваза призначив новим упсальським архієпископом лютеранина Ларса Петерсона. 1533 року посвячений Папою на архієпископа Швеції у Римі, проте шведський король остаточно відійшов від Католицької Церкви. Залишався в Римі до кінця життя, де й помер. Автор історичних трактатів латинською мовою: «Історія всіх королів готів і шведів» (лат. Historia de omnibus Gothorum Sueonumque regibus) та «Історія метрополії Уппсальської» (Historia metropolitanæ ecclesiæ Upsaliensis). Творець легенди про давнє походження шведських королів, що були нащадками самого Яфета, сина Ноя.